# Neogastropoda
Neogastropoda — група черевоногих молюсків ряду Hypsogastropoda.

## Опис
У цих молюсків є вухоподібна раковина, одна нирка та одні монопектинові зябра, тобто зяброві нитки розвиваються лише з одного боку центральної осі.
У панцирі добре розвинений сифональний канал. Подовжений стовбуроподібний сифон має вигляд подовженої трубки, утвореної зі складки в мантії. Призначений для всмоктування води в порожнину мантії. В основі сифона знаходиться біпектинатний (відгалужений від центральної осі) осфрадій, сенсорний орган і орган нюху, який є розвиненішим, ніж той, що знаходиться в представників інфраряду Mesogastropoda.

## Спосіб життя
Відомо близько 16 000 видів. Всі Neogastropoda живуть у морі, крім Clea та Rivomarginella, які є прісноводними родами. Більшість видів є хижими, деякі є сапротрофами.

## Філогенія
Неогастроподи вважалися природною групою, чітко диференційованими від інших ценогастропод, а тому вважається монофілетичною групою на основі різних синапоморфій, здебільшого пов'язаних з анатомією травної системи.
Викопні рештки неогастропод є цілком повними і підтримують загальновизнаний еволюційний сценарій походження групи в нижні крейді з двома циклами швидкої диверсифікації у пізній крейді та палеоцені.

## Надродини і родини
- incertae sedis
  - † Родина Johnwyattiidae
  - † Родина Perissityidae
  - † Родина Sarganidae
  - † Родина Speightiidae
  - † Родина Taiomidae
  - † Родина Weeksiidae
- Надродина Buccinoidea
  - Родина Belomitridae Kantor, Puillandre, Rivasseau & Bouchet, 2012
  - Родина Buccinidae
  - Родина Busyconidae Wade, 1917 (1867)
  - Родина Colubrariidae
  - Родина Columbellidae
  - †Родина Echinofulguridae Petuch, 1994
  - Родина Fasciolariidae
  - Родина Melongenidae
  - Родина Nassariidae
- Надродина Mitroidea Swainson, 1831
  - Родина Charitodoronidae Fedosov, Herrmann, Kantor & Bouchet, 2018
  - Родина Mitridae
  - Родина Pyramimitridae Cossmann, 1901
- Надродина Muricoidea
  - Родина Muricidae
  - Родина Babyloniidae
  - Родина Costellariidae
  - Родина Cystiscidae
  - Родина Harpidae
  - Родина Marginellidae
  - †Родина Pholidotomidae
  - Родина Pleioptygmatidae
  - Родина Strepsiduridae
  - Родина Turbinellidae
  - Родина Volutidae
  - Родина Volutomitridae
- Надродина Olivoidea
  - Родина Olividae
  - Родина Olivellidae
- Надродина Pseudolivoidea
  - Родина Pseudolividae
  - Родина Ptychatractidae
- Надродина Conoidea
  - Родина Conidae
  - Родина Clavatulidae
  - Родина Drilliidae
  - Родина Pseudomelatomidae
  - Родина Strictispiridae
  - Родина Terebridae
  - Родина Turridae
- Надродина Cancellarioidea
  - Родина Cancellariidae